# Nastri d'argento 2019
La 74ª edizione dei Nastri d'argento si è tenuta il 29 giugno 2019 a Taormina. Le candidature sono state annunciate il 30 maggio 2019.

## Vincitori e candidati
I vincitori sono indicati in grassetto, a seguire gli altri candidati.

### Miglior film
- Il traditore, regia di Marco Bellocchio
- Euforia, regia di Valeria Golino
- Il primo re, regia di Matteo Rovere
- La paranza dei bambini, regia di Claudio Giovannesi
- Suspiria, regia di Luca Guadagnino

### Miglior regista
- Marco Bellocchio - Il traditore
- Edoardo De Angelis - Il vizio della speranza
- Claudio Giovannesi - La paranza dei bambini
- Valeria Golino - Euforia
- Luca Guadagnino - Suspiria
- Mario Martone - Capri-Revolution
- Matteo Rovere - Il primo re

### Migliore regista esordiente
- Leonardo D'Agostini - Il campione (ex aequo)
- Valerio Mastandrea - Ride (ex aequo)
- Ciro D'Emilio - Un giorno all'improvviso
- Margherita Ferri - Zen sul ghiaccio sottile
- Michela Occhipinti - Il corpo della sposa

### Miglior film commedia
- Bangla, regia di Phaim Bhuiyan
- Bentornato Presidente, regia di Giancarlo Fontana e Giuseppe G. Stasi
- Croce e delizia, regia di Simone Godano
- Dolceroma, regia di Fabio Resinaro
- Troppa grazia, regia di Gianni Zanasi

### Miglior produttore
- Groenlandia in collaborazione con Rai Cinema e 3 Marys Entertainment - Il primo re, Il campione
- Bibi Film in collaborazione con Rai Cinema - Ricordi?, Una storia senza nome, Lo spietato
- IBC Movie, Kavac Film in collaborazione con Rai Cinema - Il traditore
- Indigo Film in collaborazione con Rai Cinema - Capri-Revolution, Euforia
- Palomar in collaborazione con Sky Cinema, Vision Distribution e TIMvision - La paranza dei bambini

### Miglior soggetto
- Paola Randi - Tito e gli alieni
- Carla Cavalluzzi, Diego De Silva, Angelo Pasquini, Sergio Rubini - Il grande spirito
- Stefano Massini - La prima pietra
- Andrea Bassi, Nicola Guaglianone, Menotti - Non ci resta che il crimine
- Bonifacio Angius - Ovunque proteggimi

### Migliore sceneggiatura
- Marco Bellocchio, Ludovica Rampoldi, Valia Santella, Francesco Piccolo, in collaborazione con Francesco La Licata - Il traditore
- Francesca Marciano, Valia Santella, Valeria Golino, in collaborazione con Walter Siti - Euforia
- Edoardo De Angelis, Umberto Contarello - Il vizio della speranza
- Claudio Giovannesi, Roberto Saviano, Maurizio Braucci - La paranza dei bambini
- Roberto Andò, Angelo Pasquini, con la collaborazione di Giacomo Bendotti - Una storia senza nome

### Migliore attore protagonista
- Pierfrancesco Favino - Il traditore
- Alessandro Borghi - Il primo re
- Andrea Carpenzano -  Il campione
- Marco Giallini e Valerio Mastandrea - Domani è un altro giorno
- Riccardo Scamarcio - Euforia, Il testimone invisibile, Lo spietato

### Migliore attrice protagonista
- Anna Foglietta - Un giorno all'improvviso
- Marianna Fontana - Capri-Revolution
- Micaela Ramazzotti - Una storia senza nome
- Thony - Momenti di trascurabile felicità
- Pina Turco - Il vizio della speranza

### Migliore attore non protagonista
- Luigi Lo Cascio e Fabrizio Ferracane - Il traditore
- Stefano Accorsi - Il campione
- Alessio Lapice - Il primo re
- Edoardo Pesce - Non sono un assassino
- Benito Urgu - L'uomo che comprò la Luna

### Migliore attrice non protagonista
- Marina Confalone - Il vizio della speranza
- Isabella Ferrari - Euforia
- Anna Ferzetti - Domani è un altro giorno
- Valeria Golino - I villeggianti
- Maria Paiato - Il testimone invisibile

### Migliore attore in un film commedia
- Stefano Fresi - C'è tempo, L'uomo che comprò la Luna, Ma cosa ci dice il cervello
- Paolo Calabresi e Guglielmo Poggi - Bentornato Presidente
- Corrado Guzzanti - La prima pietra
- Fabio De Luigi - 10 giorni senza mamma, Ti presento Sofia
- Alessandro Gassmann e Fabrizio Bentivoglio - Croce e delizia

### Migliore attrice in un film commedia
- Paola Cortellesi - Ma cosa ci dice il cervello
- Margherita Buy - Moschettieri del re - La penultima missione
- Lucia Mascino - Favola, La prima pietra
- Paola Minaccioni e Carla Signoris - Ma cosa ci dice il cervello
- Alba Rohrwacher - Troppa grazia

### Migliore fotografia
- Daniele Ciprì - Il primo re, La paranza dei bambini
- Daria D'Antonio - Ricordi?
- Michele D'Attanasio - Capri-Revolution
- Alberto Fasulo - Menocchio
- Vladan Radovic - Il traditore

### Migliore scenografia
- Carmine Guarino - Il vizio della speranza
- Giancarlo Muselli - Capri-Revolution
- Dimitri Capuani - Favola
- Daniele Frabetti - La paranza dei bambini
- Tonino Zera - Moschettieri del re - La penultima missione

### Migliori costumi
- Giulia Piersanti - Suspiria
- Alessandro Lai - Moschettieri del re - La penultima missione
- Alberto Moretti - Non ci resta che il crimine
- Ursula Patzak - Capri-Revolution
- Daria Calvelli - Il traditore

### Migliore montaggio
- Francesca Calvelli - Il traditore
- Giogiò Franchini - Euforia
- Giuseppe Trepiccione - La paranza dei bambini
- Walter Fasano - Suspiria
- Desideria Rayner - Ricordi?

### Migliore sonoro in presa diretta
- Angelo Bonanni - Il primo re
- Alessandro Zanon - Capri-Revolution
- Gaetano Carito e Adriano Di Lorenzo - Il traditore
- Emanuele Cicconi - La paranza dei bambini
- Vincenzo Urselli - Il vizio della speranza

### Migliore colonna sonora
- Nicola Piovani - Il traditore
- Checco Zalone - Moschettieri del re - La penultima missione
- Danilo Rea - C'è tempo
- Enzo Avitabile - Il vizio della speranza
- Andrea Farri - Il primo re

### Migliore canzone originale
- A' speranza - Il vizio della speranza, scritta e interpretata da Enzo Avitabile
- La vitaaa - Achille Tarallo, scritta e interpretata da Tony Tammaro
- L'anarchico -  Il banchiere anarchico, di Giulio Base e Sergio Cammariere, interpretata da Sergio Cammariere
- Nascosta in piena vista - Troppa grazia, scritta e interpretata da I Cani
- Tic tac - Saremo giovani e bellissimi, di Matteo Buzzanca e Lorenzo Vizzini, interpretata da Barbora Bobuľová

### Premio Nino Manfredi
- Stefano Fresi

### Premi speciali

#### Nastro speciale
- Adriano Panatta per il suo cameo in La profezia dell'armadillo[3]
- Noemi per l'interpretazione della canzone Domani è un altro giorno in Domani è un altro giorno[3]
- Serena Rossi per Io sono Mia[3]

#### Nastro d'argento dell'anno
- Sulla mia pelle, regia di Alessio Cremonini[4]

#### Premio speciale
- Dafne, regia di Federico Bondi

#### Premio HamiltonBehind the camera- Nastri d'Argento
- Stefano Sollima per il debutto internazionale con Soldado

#### Premio Guglielmo Biraghi
- Chiara Martegiani, Pietro Castellitto, Giampiero de Concilio e Benedetta Porcaroli[5]

#### Premio Graziella Bonacchi
- Linda Caridi per Ricordi?

#### SIAE Nastri d'Argento
- Giulia Steigerwalt per la sceneggiatura di Croce e delizia e Il campione

#### Nuovo Imaie-Nastri d'Argento per il doppiaggio
- Angelo Maggi e Simone Mori per il doppiaggio in Stanlio & Ollio

## Corti d'argento
I vincitori sono indicati in grassetto, a seguire gli altri candidati.

### Miglior cortometraggio di fiction
- Falene – Moths To Flame di Marco Pellegrino e Luca Jankovic
- Il mondiale in piazza di Vito Palmieri
- Im Baren di Lilian Sassanelli
- Nessuno è innocente di Toni D'Angelo
- Via Lattea di Valerio Rufo

### Miglior cortometraggio di animazione
- Sugarlove di Laura Luchetti
- Ho_Pe O2 di Francesco Bruno Sorrentino e Antonio Genovese
- Mercurio di Michele Bernardi
- New Neighbours di Sara Burgio, Andrea Mannino, Giacomo Rinaldi
- Robot will protect you di Nicola Piovesan

### Selezione speciale

#### Corti 'DOC'
- Blu di Massimo D'Anolfi e Martina Parenti
- Gli anni di Sara Fgaier
- Malo tempo di Tommaso Perfetti
- My Tyson di Claudio Casale
- The wash di Tomaso Mannoni

#### Società e solidarietà
- Aria di Brando De Sica
- Con te o senza di te di Angela Prudenzi
- Eyes di Maria Laura Moraci
- Questa è la mia bici di Enzo Musumeci Greco
- Roba da grandi di Rolando Ravello